# Aristea lugens
Aristea lugens är en irisväxtart som först beskrevs av Carl von Linné d.y., och fick sitt nu gällande namn av Ernst Gottlieb von Steudel. Aristea lugens ingår i släktet Aristea och familjen irisväxter. Inga underarter finns listade i Catalogue of Life.